# Falvay István
Falvay István, Falb (1824 körül – Székesfehérvár, 1889. december 31.) városi mérnök.
Huszonöt éven át volt Székesfehérváron városi mérnök.

## Munkái
- Naptár. Budapest délköre s sarkmagasságához alkalmazva az 1859. évre készítette… a Dongóhoz mellékli Kmetty István. Pest, 1859.
- Sz.-Fehérvár városának kiszemelt közös érdekei, vagy vizrendezés, közlekedés, világítás, kényelem, úgy szépítésre… vonatkozó javaslatok s intézkedések vezérelveivel, Székesfehérvár, 1871.
- Székes-Fehérvár városának kiszemelt s műtani tárgyalás alá jöhető közös érdekei. Székesfehérvár, 1872.

Cikkei: A júl. 28. napfogyatkozás (Magyar Hirlap 1851. 516. sz.). A telegrafokról (Müller Gyula Nagy Naptára 1853.), Látható holdfogyatkozás okt. 13. és 14. közti éjjel (Vasárnapi Ujság 1856. 41. sz.), Látható holdsötétülés febr. 7. (Vasárnapi Ujság, 1860. 3. sz.), A márcz. 6. napfogyatkozás (Hon 1867. 53. sz.)